# Selseleh
Selseleh (persiska: شهرستان سلسله, Shahrestān-e Selseleh, سلسله) är en delprovins (shahrestan) i Iran.   Den ligger i provinsen Lorestan, i den västra delen av landet, 400 km sydväst om huvudstaden Teheran.
Delprovinsen hade 75 559 invånare 2016.